# José Antonio de Lavalle
Ne doit pas être confondu avec José Antonio de Lavalle y Cortés.
Pour les articles homonymes, voir Lavalle.
José Antonio de Lavalle y Arias de Savedra, né à Lima au Pérou le 22 mars 1833 et mort dans la même ville le 16 novembre 1893, est un historien, diplomate et homme politique péruvien.

## Biographie
Fils de Juan Bautista de Lavalle, il suit la carrière diplomatique et devient ministre plénipotentiaire et ambassadeur.
Il est ministre des Affaires étrangères en 1883.
Il épouse en 1854 sa cousine Mariana Pardo y Lavalle, fille de Felipe Pardo y Aliaga et sœur du président Manuel Pardo.

## Publications
- Don Pablo de Olavide (1859).
- Exposición presentada al Emperador de Rusia (1875).
- Hojas de un Diario (1876?).
- Páginas de un libro que no se publicará (187?).
- Juan de la Torre, uno de los Trece de la Isla del Gallo (1885).
- Doña Mariana Belzunce, episodio de la vida social de Lima en el siglo XVIII (1886).
- El Doctor José Manuel Valdés. Apuntes sobre su vida y sus obras (1886).
- El tesoro del feligrés (1890).
- Galería de retratos de los gobernadores y virreyes del Perú, 1553-1824 (1891).
- Galería de retratos de los arzobispos de Lima, 1541-1891 (1892).
- Nuestra Señora del Aviso o de las Lágrimas (1892).
- Galería de retratos de los gobernantes del Perú independiente, 1821-1871 (1893).
- La hija del contador (1893).

### Sources
- (es) Cet article est partiellement ou en totalité issu de l’article de Wikipédia en espagnol intitulé « José Antonio de Lavalle » (voir la liste des auteurs).